# Хонгодоры (улус)
Хонго́доры (бур. Хонгоодор) — улус в Тункинском районе Бурятии. Входит в сельское поселение «Далахай».

## География
Расположен в 4 км к северо-востоку от центра сельского поселения, улуса Далахай, на левом берегу реки Иркут.

## Население
| 2002 | 2010 |
| ---- | ---- |
| 98   | ↘75  |